# 1898年逝世人物列表
1898年逝世人物列表：1月 - 2月 - 3月 - 4月 - 5月 - 6月 - 7月 - 8月 - 9月 - 10月 - 11月 - 12月
下面是1898年逝世的知名人士列表。

## 1-6月

### 1月3日
- 勞倫斯·沙利文·羅斯，邦聯準將、德克薩斯州州長和德克薩斯 A&M 大學校長

### 1月14日
- 路易斯·卡羅，英國作家、數學家

### 1月16日
- 查理斯·佩勒姆·維利爾斯，英國下議院任職時間最長的議員

### 1月18日
- 亨利·利德爾，牛津大學基督教堂英國院長

### 1月26日
- 科妮莉亞 JM 喬丹，美國作詞家

### 2月1日
- 坪井航三，日本海軍上將

### 2月6日
- 雪蘭莪州阿都沙末，馬來西亞統治者，雪蘭莪州第四任蘇丹

### 2月16日
- 湯瑪斯·布拉肯，紐西蘭官方國歌（上帝保衛紐西蘭）的作者

### 3月1日
- 喬治·布魯斯·馬勒森，印度軍官、作家

### 3月6日
- 安德列·亞歷山德羅維奇·波波夫，俄羅斯海軍上將

### 3月10日
- Marie-Eugénie de Jésus，法國宗教人士
- 喬治·慕勒，普魯士傳教士，阿什利·唐氏孤兒院的創始人

### 3月11日
- 威廉·羅斯克蘭斯，加利福尼亞州國會議員，美國財政部登記處

### 3月12日
- 约翰·巴耳末，瑞士数学家、物理学家。
- 菲迪南·赫爾特，定居在英國的瑞士化學家

### 3月15日
- 亨利·贝塞麦，英國工程師和發明家

### 3月16日
- 奥伯利·比亚兹莱，十九世紀末英國插畫藝術家[1]

### 3月18日
- 瑪蒂爾達·喬斯林·蓋奇，美國女權主義者

### 3月26日
- 弗朗西斯卡，巴西公主

### 3月27日
- 赛义德·艾哈默德·汗，印度大學創始人

### 3月28日
- 安東·塞德爾，匈牙利指揮家

### 4月13日
- 奧里拉·弗伯，美國作家

### 4月15日
- Te Keepa Te Rangihiwinui，毛利軍事領袖

### 4月18日
- 古斯塔夫·莫罗，法國畫家

### 4月29日
- 瑪麗·湯恩·伯特，美國恩人

### 5月19日
- 威廉·格萊斯頓，英國政治人物

### 5月22日
- 爱德华·贝拉米，美國作家

### 5月29日
- 莱昂·普莱费尔，英国科学家、政治家
- 奕訢，清朝恭親王，咸丰帝同父異母弟。
- 西奧多·艾默爾，德國動物學家

### 6月1日
- 愛德華·伯恩-瓊斯，英國藝術家和設計師

### 6月4日
- 羅莎莉·奧利弗克羅娜，瑞典女權主義活動家

### 6月10日
- Tuone Udaina，克羅埃西亞-義大利達爾馬提亞語的最後一位消費者

### 6月14日
- 德威特·克林頓·森特爾，美國政治家，田納西州第18任州長

### 6月17日
- 卡洛斯·德·阿埃斯，19世紀比利時裔西班牙畫家

### 6月25日
- 费迪南德·科恩，德國生物學家、細菌學家和微生物學家

## 7-12月

### 7月1日
- 齊格弗里德·馬庫斯，奧地利汽車先驅
- 華金·瓦拉·德·雷伊·盧比奧，西班牙將軍（陣亡）

### 7月5日
- 理查·潘克赫斯特，英國律師、激進分子和女權支援者

### 7月8日
- 叟皮史密斯，美國騙子和黑幫

### 7月14日
- 路易-弗朗索瓦·里歇爾·拉弗萊什，三河市羅馬天主教主教，美洲原住民傳教士

### 7月30日
- 奥托·冯·俾斯麦，德國政治家[2]

### 8月2日
- 爱德华·艾威林，英國生物學講師，達爾文進化論、社會主義、無神論的宣揚者。社會主義者同盟和獨立工黨的創始人。

### 8月8日
- 欧仁·布丹，法國風景畫家

### 8月11日
- 索菲亞·佈雷恩利希，美國業務經理

### 9月2日
- 威爾福德·伍德拉夫，耶穌基督後期聖徒教會第四任會長

### 9月5日
- 莎拉·艾瑪·埃德蒙茲，加拿大護士、間諜

### 9月9日
- 斯蒂芬·馬拉美，法國詩人

### 9月10日
- 奥地利皇后伊丽莎白，奥地利皇帝之妻

### 9月16日
- 拉蒙·埃米特裡奧·貝坦斯，波多黎各政治家、醫生和外交官

### 9月19日
- 乔治·格雷，紐西蘭第11任總理

### 9月20日
- 特奥多尔·冯塔内，德國作家[3]

### 9月26日
- 范妮·達文波特，美國女演員

### 9月28日
- 譚嗣同、楊銳、林旭、劉光第、康廣仁及楊深秀（戊戌六君子），中国维新变法运动志士。

### 9月29日
- 黑森-卡塞爾的露易絲，丹麥王后
- 托马斯·F·贝亚德，美國律師、政治家

### 10月12日
- 约翰·默里·福布斯，美國鐵路大亨、商人、慈善家和廢奴主義者。

### 10月24日
- 皮埃爾·普維斯·德·沙瓦納，法國畫家

### 11月2日
- 喬治·戈伊德，南澳大利亞測量總長

### 11月12日
- 約翰萬次郎，日本幕末時期、黑船來航中最為人知的日美親善條約的締結促進者。

### 11月20日
- 約翰·福勒，英國土木工程師

### 11月24日
- 乔治·詹姆斯·奥尔曼，愛爾蘭生態學家、植物學家和動物學家

### 12月11日
- 卡利斯托·加西亚，古巴獨立運動領袖

### 12月24日
- 夏貝爾·馬赫盧夫，黎巴嫩馬龍派教徒、羅馬天主教和東方天主教僧侶、牧師和聖人

### 12月25日
- 蘿拉·岡德森，挪威女演員